# Peter Guralnick
Peter Guralnick (* 15. Dezember 1943 in Boston, Massachusetts) ist ein US-amerikanischer Musikkritiker und Autor von Büchern über amerikanische Populärmusik und ihre Geschichte, der auch als Autor und Drehbuchschreiber tätig ist. 1971 schloss er die Boston University mit einem Masterdegree in Kreativem Schreiben ab und arbeitete seither als Autor.

## Allgemeines
In seinen Büchern verbindet er die Passion eines lebenslangen Fans, die Kenntnisse eines Gelehrten und der Fähigkeit sowohl der Musik als auch dem Musiker gerecht zu werden. Guralnick begann in den 1960er-Jahren zu schreiben, seine ersten beiden Bücher sind Kurzgeschichtensammlungen, die 1964 bzw. 1967 veröffentlicht wurden. Sein erstes Interview führte er mit Howlin’ Wolf. Über seine erste Begegnung mit dem Blues berichtet er, dass einer seiner Freunde das Newport Folk Festival besucht habe und mit Platten zurückkam. Unter ihnen waren einige Bluesaufnahmen. Sie packten ihn total und von diesem Moment an gab es kein Umkehren mehr. Schon als Schüler reichte er eine Arbeit über den Bluessänger Robert Johnson ein. Bald begann er auch für Musikzeitschriften wie Living Blues und Rolling Stone zu schreiben, einige Beiträge wurden 1971 unter dem Titel Feel Like Going Home veröffentlicht.
Das Buch war ein Meilenstein in der Entwicklung dazu, Blues und Bluesmusiker als ernste Objekte für Schreiber zu betrachten, und das in einer Zeit, in der sich nur wenige Gelehrte mit dieser Musik beschäftigten. Sein nächstes Buch Lost Highway versammelte wieder Artikel für Rolling Stone, The Village Voice, The Boston Phoenix und The New York Times, öffnet sich aber auch für Betrachtungen zur Countrymusik. Sein bedeutendstes Werk aus den 1980er-Jahren war Sweet Soul Music: Rhythm and Blues and the Southern Dream of Freedom, in der er den Southern Soul und einige Künstler des Northern Souls porträtiert. Neben der Musik und den Musikern spielt in diesem Buch auch Sozialgeschichte eine wichtige Rolle, da in dem Buch behandelten Zeitraum auch die Bürgerrechtsbewegung begann und ihren Höhepunkt erreichte.
Sein Hauptwerk ist aber eine zweibändige Elvis Presley Biographie. Der erste Band, Last Train to Memphis: The Rise of Elvis Presley, umfasst Elvis Leben bis 1958. Der zweite Band, Careless Love: The Unmaking of Elvis Presley, beschäftigt sich mit dem musikalischen Abstieg bis zu seinem Tod. Daneben schrieb er auch noch eine große Anzahl an Liner Notes, so z. B. für Jerry Lee Lewis Album Last Man Standing. Für die Liner Notes von Sam Cooke Live At The Harlem Square erhielt er 1986 den Grammy Award in der Kategorie Best Album Notes.
Guralnick schrieb auch die Drehbücher für die Dokumentation Sam Phillips: The Man Who Invented Rock 'n' Roll, erzählt von Billy Bob Thornton und Sam Cooke - Legend, erzählt von Jeffrey Wright. Ebenso schrieb er das Buch für The Blues: Feel Like Going Home, einer Dokumentation von Martin Scorsese.
2010 wurde seine Arbeit durch die Aufnahme in die Blues Hall of Fame (Non - Performer) der Blues Foundation gewürdigt.

## Bücher
1. Peter Guralnick (1964). Almost Grown. Cambridge, Massachusetts: Larry Stark Press.
2. Peter Guralnick (1967). Mister Downchild. Cambridge, Massachusetts: Larry Stark Press.
3. Peter Guralnick (1971). Feel Like Going Home: Portraits in Blues, Country, and Rock 'n' Roll. ISBN 0876900465.  Reprinted 1999. ISBN 0316332720 (Blues Hall of Fame Classics of Blues Literature 1989)
4. Peter Guralnick (1979). Lost Highway: Journeys & Arrivals of American Musicians. ISBN 0-316-33274-7.
5. Peter Guralnick (1982). The Listener's Guide to The Blues. New York: Facts on File, Inc.
6. Peter Guralnick (1986). Sweet Soul Music: Rhythm and Blues and the Southern Dream of Freedom. ISBN 0-316-33273-9. (dt. Bosworth Music 2009) Blues Hall of Fame 1996 (Classics of Blues Literature)
7. Peter Guralnick (1989). Searching for Robert Johnson. ISBN 0-452-27949-6. Blues Hall of Fame 1995 (Classics of Blues Literature)
8. Peter Guralnick (1994). Last Train to Memphis: The Rise of Elvis Presley. ISBN 0-316-33225-9. (dt. Bosworth Musikverlag; Auflage: 2., Neuauflage 21. Juni 2010; auch als Hörbuch Bear Family Records, gelesen von Gelesen v. Bela B. Felsenheimer)
9. Peter Guralnick (1999). Careless Love: The Unmaking of Elvis Presley. ISBN 0-316-33297-6. (dt. Bosworth Musikverlag; Auflage: 2., Neuauflage 2006)
10. Peter Guralnick (2003). Nighthawk Blues: A Novel. Little, Brown.
11. Peter Guralnick und Ernst Jorgensen (1999). Elvis Day by Day : The Definitive Record of His Life and Music. ISBN 0-345-42089-6.
12. Peter Guralnick (2005). Dream Boogie : The Triumph of Sam Cooke. Little, Brown. ISBN 0-316-37794-5.
13. Peter Guralnick (2014). Sam Phillips: The Man Who Invented Rock 'n' Roll. Orion Publishing Group

## Kritikerstimmen
Über Sweet Soul Music:
- Edo Reents - Frankfurter Allgemeine Zeitung[6] Peter Guralnicks „Sweet Soul Music“, 1986 erstmals in englischer und nun endlich in deutscher Sprache erschienen, ist die bis heute lesenswerteste, informativste und ganz einfach beste Darstellung dieser Musik. Von einer „Bibel“ zu sprechen wäre eine beleidigende Untertreibung.

Über Careless Love:
- Daily Mail (UK) beautifully written and refreshingly sincere, sets new high standards' (wunderschön geschrieben und erfrischend ehrlich)
- The Independent on Sunday (UK)  'Homeric, this is a monumental work' (Homerisch, das ist ein monumentales Werk)[7]

Über Dream Boogie: The Triumph of Sam Cooke:
- ... a revealing portrait of one of America's greatest musical artists, Sam Cooke. (Ein aufschlussreiches Porträt von einem der größten Musiker Amerikas, Sam Cooke.)